# Yongxing (sockenhuvudort i Kina, Jiangsu Sheng, lat 31,92, long 120,92)
Yongxing (kinesiska: 永兴, 永兴街道) är en sockenhuvudort i Kina. Den ligger i provinsen Jiangsu, i den östra delen av landet, omkring 200 kilometer öster om provinshuvudstaden Nanjing. Antalet invånare är 56 563. Befolkningen består av 26 979 kvinnor och 29 584 män. Barn under 15 år utgör 10,0 %, vuxna 15-64 år 81 %, och äldre över 65 år 7,0 %.
Runt Yongxing är det tätbefolkat, med 982 invånare per kvadratkilometer. Närmaste större samhälle är Nantong, 12,7 km norr om Yongxing. 
Genomsnittlig årsnederbörd är 1 488 millimeter. Den regnigaste månaden är juli, med i genomsnitt 228 mm nederbörd, och den torraste är januari, med 46 mm nederbörd.